# Suilbergau
Der Suilbergau (auch Sülberggau) war ein mittelalterlicher Gau. Der Gau war ein Teil der sächsischen Provinz Ostfalen.

## Geographische Lage
Der schmale Landschaftsstreifen zwischen Solling und Leine grenzte im Osten an den Rittigau, im Süden an den Gau um Moringen, im Westen an den Augau und im Norden an die Gaue Wikanafeld und Aringo. Den östlichen Teil des Suilbergaus bildeten mehrere heute zu Einbeck gehörende Dörfer, den westlichen Teil einige heute zu Dassel gehörende Dörfer.

## Geschichte
In und am Suilbergau stießen die Interessen der Bistümer Mainz, Hildesheim und Paderborn aufeinander. Der Gau zählte zur Diözese Mainz, nur auf die Kirche Dassel hatten die Hildesheimer Bischöfe Einfluss.
Die Corveyer Traditionen kannten im ersten Jahrtausend im pagus silbirgi bereits folgende Herren:
- Emmo (822–826)
- Theodger (826–853)
- Geroldus (854–877)
- Sigifridus (877)
- Bernhardus (900–916).[3]

Im 12. Jahrhundert wurde der Suilbergau namentlich erwähnt als pagus sulbergowe bei Schenkungen lokaler Edler an das Kloster Corvey, die Reinold I. von Dassel bestätigte.
Das Gogericht wurde auf einer Erhebung zwischen den heutigen Orten Strodthagen und Sülbeck abgehalten.